# Alois von Kunsti
Alois von Kunsti (německy Alois Friedrich Wilhelm Edler von Kunsti, od roku 1914 Alois von Bonda) (6. května 1854 Ferrara – 19. května 1930 Štýrský Hradec) byl rakousko-uherský admirál. Jako absolvent námořní akademie sloužil u c. k. námořnictva od roku 1871, vystřídal působení v různých funkcích v námořní administraci i na řadě lodí, zúčastnil se také několika mezinárodních válečných operací. V letech 1908–1910 byl velitelem C. k. námořní akademie v Rijece a poté velitelem eskadry v Jaderském moři. V roce 1911 dosáhl hodnosti viceadmirála a nakonec zastával funkci zástupce vrchního velitele c. k. námořnictva (1911–1913). V roce 1913 odešel do výslužby, na základě dědictví po spřízněné starobylé patricijské dubrovnické rodině Bondů užíval od roku 1914 jméno von Bonda.

## Biografie

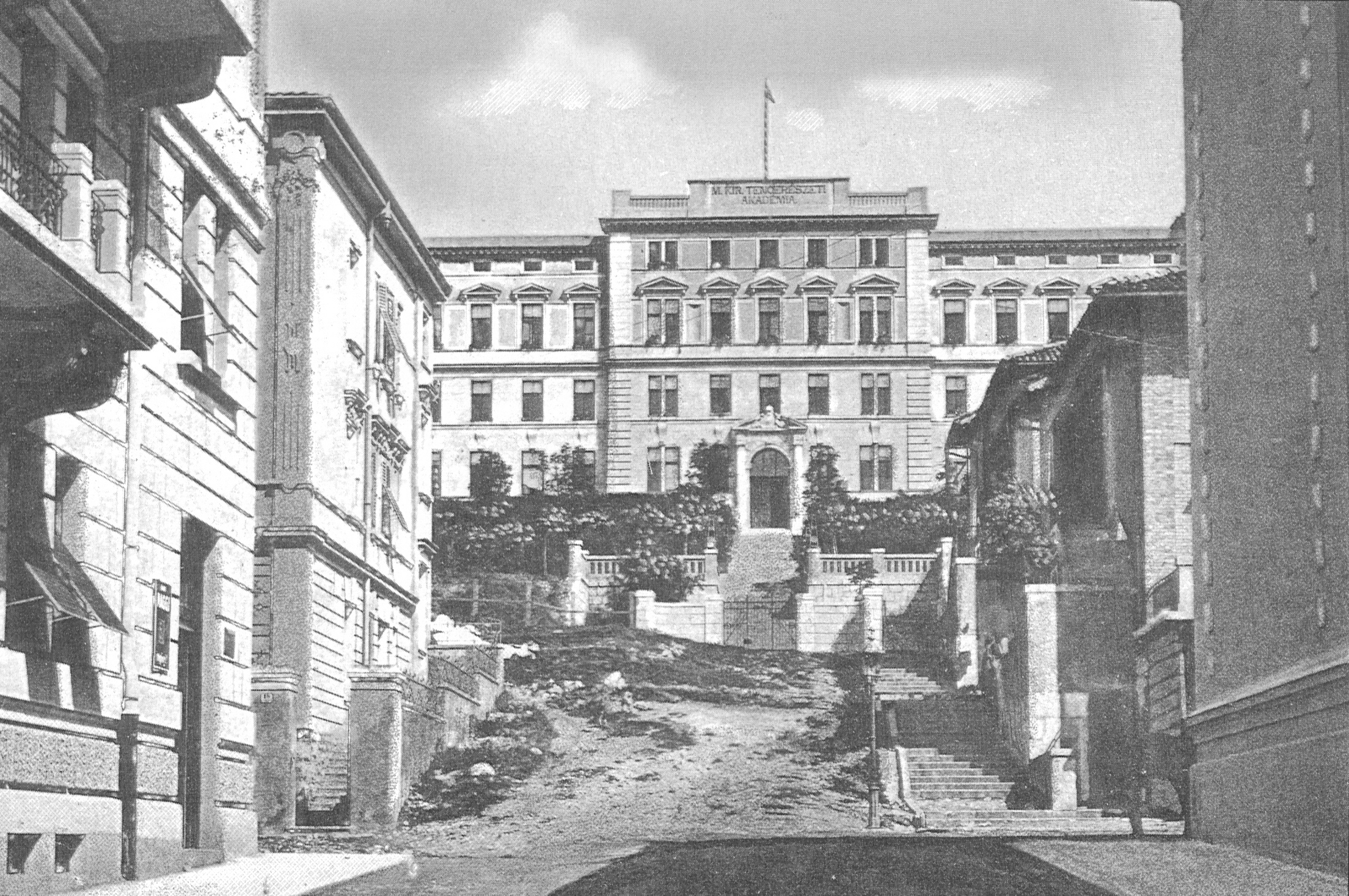
C. k. námořní akademie v Rijece, kde Alois von Kunsti působil jako pedagog a v letech 1908–1910 jako velitel

Pocházel z důstojnické rodiny, byl synem c. k. plukovníka Aloise Prokopa von Kunsti (1819–1866), který zemřel na následky zranění z bitvy u Tovačova. Matka Maria, rozená de Gozze (respektive Gučetic, 1825–1913) pocházela ze staré dubrovnické šlechty a přátelila se s rodinou admirála Tegetthoffa. Alois mladší studoval na vojenských školách v Udine a Marburgu, v letech 1867–1871 pokračoval na C. k. námořní akademii v Rijece. Do námořnictva vstoupil jako kadet v roce 1871. Kromě služby na různých lodích působil u Hydrografického úřadu nebo u jednotek námořní pěchoty na pevnině v Pule. V roce 1874 získal hodnost praporčíka a několik dalších let sloužil u námořní pěchoty. Jako nižší důstojník na lodích postupoval v hodnostech (poručík II. třídy 1883, poručík I. třídy 1886). Mimo jiné působil u Námořního technického výboru a námořního arzenálu v Pule, kromě toho sloužil na císařské jachtě SMS Miramar nebo jako instruktor důstojnických kurzů pro obsluhu telegrafů na výcvikové lodi SMS Velebich.

SMS Erzherzog Franz Ferdinand, vlajková loď admirála Kunstiho jako velitele eskadry (1910–1911)

V hodnosti korvetního kapitána (1. května 1895) byl přidělen k námořnímu sborovému velitelství v Pule. Jako šéf štábu eskadry se v letech 1896–1897 zúčastnil mezinárodní blokády Kréty během řecko-turecké války. V letech 1897–1900 působil jako pedagog na C. k. námořní akademii, kde přednášel právo a námořní taktiku a byl zároveň zástupcem velitele a mezitím byl k datu 1. května 1899 povýšen na fregatního kapitána. V květnu 1901 odplul na Dálný východ, kde se na křižníku SMS Zenta zúčastnil potlačení boxerského povstání v Číně. Po návratu byl velitelem torpédové flotily na křižníku SMS Panther, s nímž absolvoval cestu do Maroka (1901–1902). Ke dni 1. listopadu 1901 získal hodnost kapitána řadové lodi a kromě služby u sborového námořního velitelství v Pule byl krátce velitelem bitevní lodi SMS Budapest (1902). V letech 1902–1905 byl velitelem námořní pěchoty (Matrosen-Korps) na vlajkové lodi SMS Tegetthoff.
S dočasnou hodností komodora byl v letech 1907–1908 velitelem záložní eskadry na vlajkové lodi SMS Monarch a k datu 1. listopadu 1907 byl povýšen do hodnosti kontradmirála. Od září 1908 do září 1910 byl velitelem C. k. námořní akademie a pak se znovu vrátil ke službě na moři, na bitevní lodi SMS Erzherzog Franz Ferdinand byl velitelem eskadry (1910–1911). V červnu 1911 byl povolán do Vídně na ministerstvo války, kde byl zástupcem šéfa námořní sekce a z titulu této funkce také zástupcem vrchního velitele námořnictva. Dne 1. listopadu 1911 dosáhl hodnosti viceadmirála a v dubnu 1913 byl penzionován.
Po odchodu do výslužby se usadil ve Štýrském Hradci, kde dožil v soukromí. Zemřel 19. května 1930 ve věku 76 let na následky srdečního onemocnění. 
Od roku 1887 byl ženatý s Giselou, rozenou Luxardo (1866–1938), dcerou c. k. hejtmana Eugena Luxarda. Gisela se později angažovala ve spolkovém životě ve Štýrském Hradci. Jejich syn Erich (1891–1955) sloužil za první světové války u c. k. námořnictva, později působil jako manažer. 

## Tituly a ocenění
Byl uživatelem šlechtického titulu s predikátem Edler von Kunsti, který rodina získala v roce 1806. Po matce byl spřízněn s šlechtickou rodinou Bonda, která v roce 1857 získala hraběcí titul v Rakousku. Rod Bonda vymřel v roce 1903 a po delším soudním procesu převzal Alois von Kunsti v roce 1910 bondovský rodový fideikomis. Protože rod Bonda patřil k nejstarším patricijským a aristokratickým klanům Dubrovnické republiky, Kunsti v roce 1914 rezignoval na své rodné příjmení a začal užívat jméno Edler von Bonda. Během služby u námořnictva obdržel několik vyznamenání v Rakousku-Uhersku i v zahraničí.

### Rakousko-Uhersko
- Služební odznak pro důstojníky III. třídy (1896)
- Jubilejní pamětní medaile (1898)
- Vojenská záslužná medaile (1900)
- Řád železné koruny III. třídy (1907)
- Vojenský jubilejní kříž (1908)
- Služební odznak pro důstojníky II. třídy (1911)
- rytířský kříž Leopoldova řádu (1912)
- Vojenský záslužný kříž (1913)

### Zahraničí
- Řád červené orlice II. třídy (1908, Německo)
- Řád Osmanie II. třídy (1908, Osmanská říše)
- Řád Medžidie I. třídy (1911, Osmanská říše)
- Řád dvojitého draka II. třídy (1911, Čína)
- Řád pruské koruny I. třídy (1911, Německo)
- velkodůstojník Řádu rumunské hvězdy (1911, Rumunsko)